# Metophthalmus menelaos
Metophthalmus menelaos is een keversoort uit de familie schimmelkevers (Latridiidae). De wetenschappelijke naam van de soort werd in 2010 gepubliceerd door Wolfgang H. Rücker & Reike.